# Довжки (урочище)
Довжки́ — заповідне урочище місцевого значення в Україні. Розташоване в межах Сколівського району Львівської області, на території Сможанського лісництва (Славський ДЛГ), кв. 24, 25. 
Площа 325 га. Оголошено рішенням Львівської облради від 7 лютого 1991 року, № 34. 
Створене з метою збереження високопродуктивних букових та смереково-букових насаджень. У трав'яному покриві є рідкісні види рослин, занесені до Червоної книги України. Тип урочища — ботанічний.